# Мустакато коприварче
Мустакато коприварче (Sylvia mystacea) е вид птица от семейство Коприварчеви (Sylviidae).

## Разпространение
Видът е разпространен в Афганистан, Армения, Азербайджан, Бахрейн, Джибути, Египет, Еритрея, Етиопия, Иран, Ирак, Йордания, Йемен, Казахстан, Кувейт, Катар, Ливан, Оман, Обединените арабски емирства, Русия, Саудитска Арабия, Сомалия, Судан, Сирия, Таджикистан, Турция, Туркменистан и Узбекистан.